# 魔王軍團性懷不軌
《魔王軍團性懷不軌》是加藤拓貳原著、ガしガし改編繪製的日本漫畫。本作講述魔王軍的成員們絞盡腦汁設下陷阱、專門折磨冒險者的喜劇作品。2025年3月24日，動畫化決定。

## 故事簡介
人類所產生的負面情緒是魔族的能量來源，而對「只能透過羞恥心獲得的負面情緒」產生興趣的魔族「憐罠卿」，他致力於研究各種羞辱系陷阱，例如只會溶解衣物的史萊姆、能完美束縛目標的觸手等。他不僅讓貧乳的助手充當實驗對象，也為專門洗腦被俘人類的機構提供建議，並不斷試驗各種方法，讓冒險者陷入羞恥與絕望之中，展現魔王軍成員們的奮鬥歷程。

## 登場人物

### 主要人物
賽澤·休·葛茲諾姆 / 憐罠卿
魔王軍開發部局長，通稱「憐罠卿」。
蕾茲
憐罠卿的助手、原隸屬於夢魘支部的魅魔。

## 出版書籍
| 卷數 | KADOKAWA       | KADOKAWA               | 台灣角川     | 台灣角川               |
| 卷數 | 發售日期       | ISBN                   | 發售日期     | ISBN                   |
| ---- | -------------- | ---------------------- | ------------ | ---------------------- |
| 1    | 2023年12月25日 | ISBN 978-4-040-75238-9 | 2025年4月3日 | ISBN 978-6-264-15545-8 |
| 2    | 2024年10月25日 | ISBN 978-4-040-75643-1 |              |                        |

## 外部連結
- ComicWalker -漫畫（日語）
- NicoNico漫畫 -漫畫（日語）